# Robo-advisor

Les robo-advisor ou robot-conseiller, sont des conseillers financiers délivrant des conseils financiers personnalisés et permettant la gestion automatisée d'un portefeuille d'actifs.   
Conçus à partir d'algorithmes informatiques, de big data ou d'intelligence artificielle, à la différence des acteurs traditionnels comme les banques privées ou les gestionnaires de patrimoine, ces robots nécessitent une plus faible intervention humaine.

## Typologie
Selon le mode de gestion adoptée (gestion conseillée ou gestion délégué), le robot pourra gérer le portefeuille du client en toute autonomie ou bien se limiter à fournir des conseils que le client sera libre de suivre ou non.

## Conséquences
L'arrivée sur le marché de la technologie de robo-advisor permet d'abaisser le coût de la gestion de patrimoine et donc de démocratiser cette pratique auprès d'un public disposant de moins d'épargne. Le principe des robo-advisor repose sur la disruption des modèles de gestion des finances personnelles et s'inscrit dans le mouvement global de l'émergence des FinTech.

## Dans le monde
À mi-2015, les trois plus importantes entreprises sur ce secteur sont les américaines Wealthfront (en), Betterment et Personal Capital.
En Europe, les principaux robo-advisor sont MoneyFarm (UK & Italie), Nutmeg (UK), Scalable Capital (UK, Allemagne & Autriche), Vaamo (Allemagne).
En 2012, MoneyFarm est lancé en Italie. En 2013, Nutmeg est lancé au Royaume-Uni. En 2014, Stockspot est lancé en Australie, suivi en 2015 par QuietGrowth. En 2015, 8 Securities a lancé l'un des premiers robo-advisors d'Asie au Japon, suivi en 2016 par THEO, et WealthNavi .En 2017, StashAway, basé à Singapour, a reçu une licence de services sur les marchés financiers de l'Autorité monétaire de Singapour.

## En France
Les FinTechs françaises sur ce secteur sont notamment Advize, Nalo,, Yomoni, Mon Petit Placement, Marie Quantier et Wesave. Si le modèle américain porté par Betterment et Wealthfront est basé sur une gestion 100 % automatisée, les fintechs françaises ont opté pour un modèle hybride entre gestion automatisée et comité d'investissement humain.
Ces nouveaux modèles sont centrés sur les besoins et usages des clients plutôt que sur les produits d'investissement et permettent, grâce à la technologie, d'offrir aux épargnants une qualité de service à moindre frais, disponible jusqu'alors uniquement en gestion de fortune chez les acteurs physiques traditionnels. Leurs propositions se différencient des simples offres digitalisées des courtiers en ligne par leur apport d'un service à forte valeur ajoutée qui permet à l'utilisateur d'être accompagné dans ses investissements.
Le marché des robo-advisors en France en est à ses prémisses. Les encours sous gestion ne représentent que 100 Millions d’€ répartie sur moins 7000 clients. A noter également que les encours moyens des portefeuilles des clients se situent entre 15 000 et 25 000 €.[Quand ?]

## Réglementation et Agréments
Les robo-advisors sont encadrés par les mêmes règles que les gérants d'actifs traditionnels. En France, ils doivent se conformer aux règles et agréments délivrés par l'AMF et l'ACPR selon leurs formes juridiques.
La plupart des acteurs ont le statut de Conseiller en Investissement Financier leur permettant de distribuer des produits financiers et d'émettre des conseils à leurs clients. Les contrats d'assurance-vie sont, dans tous les cas portés par des assureurs, notamment Suravenir, la filiale du Crédit Mutuel Arkéa, très active auprès des fintechs.